# Komitet planowania ds. żywności i rolnictwa
Komitet planowania ds. żywności i rolnictwa (Food and Agriculture Planning Committee - FAPC) został powołany na mocy Traktatu Północnoatlantyckiego w 1950 roku. Jest jednym z dziewięciu specjalnych komitetów NATO, wykonujących działania z zakresu planowania obrony cywilnej na sytuację zagrożeń (CEP). Podlega bezpośrednio pod wysoki komitet planowania centralnego na sytuacje nadzwyczajnych zagrożeń (SCEPC).
Komitet planowania ds. żywności i rolnictwa monitoruje gotowość państw członkowskich do działania w sytuacji kryzysu i wojny w zakresie dystrybucji żywności i prawidłowego działania sektora rolniczego. Jego celem jest zapewnienie koordynacji między państwami członkowskimi w tym zakresie.